# Евангелическо-лютеранская церковь Ганы
Евангелическо-лютеранская церковь Ганы (англ. Evangelical Lutheran Church of Ghana, ELCG) — лютеранская церковь, действующая в Гане, Африка.

## История
Евангелическо-лютеранская церковь в Гане была основана в 1958 году миссионерами Синода штата Миссури в США. В 1964 году церковь была юридически признана правительством Ганы. С тех пор церковь открыла приходы и молельные дома по всей стране.  В 1971 году церковь стала дочерней церковью Синода штата Миссури.

## Вероучение
Церковь исповедует писания Ветхого и Нового Заветов, признает доктрину в Апостольском Символе веры, Никейском и Афанасьевском символах веры, Аугсбургском исповедании, Большом и Малом Катехизисе Мартина Лютера.

## Структура
Приходы церкви насчитывают приблизительно 29 000 членов. Приходами управляют пасторы, евангелисты и миряне вместе с миссионерами Синода штата Миссури. Как и Синод штата Миссури, церковь принадлежит Международному лютеранскому совету, является членом Всемирной лютеранской федерации. Церковь состоит в качестве члена Христианского совета Ганы.

## Внешние ссылки
- Официальный сайт Синода штата Миссури